# Surpierre
Surpierre é uma comuna da Suíça, localizada no Cantão de Friburgo, com 305 habitantes, de acordo com o censo de 2010 . Estende-se por uma área de 64 km², de densidade populacional de 4,82 hab/km². Confina com as seguintes comunas: Cheiry, Cremin (VD), Forel-sur-Lucens (VD), Granges-près-Marnand (VD), Lucens (VD) e Villeneuve.
A língua oficial nesta comuna é o francês.

## Idiomas
De acordo com o censo de 2000, a maioria da população fala francês (93,3%), sendo o alemão a segunda língua mais comum, com 4,6%, e o português a terceira, com 1,3%.